# Promet v Sloveniji
Lega Slovenije na stičišču Sredozemlja, Alp, Dinarskega gorovja in Panonske nižine so razlogi za presečišče glavnih notranjih in zunanjih prometnih poti. Prometne trase so bile začrtane že v antiki. Posebne geografske danosti dajejo križišče vseevropskega prometnega koridorja V (najhitrejša povezava med severnim Jadranskim morjem ter Srednjo in Vzhodno Evropo) in koridorja X (ki povezuje Srednjo Evropo z Balkanom). To Sloveniji daje poseben položaj v družbenem, gospodarskem in kulturnem povezovanju in prestrukturiranju na evropski ravni.